# Aequatorium
Aequatorium – rodzaj roślin z rodziny astrowatych (Asteraceae). Obejmuje 23 gatunki krzewów i drzew występujących w Ameryce Południowej od Kolumbii po Argentynę.

## Systematyka
Pozycja według APweb (aktualizowany system APG III z 2009)
Przedstawiciel rodziny astrowatych (Asteraceae) należącej do rzędu astrowców reprezentującego dwuliścienne właściwe. W obrębie rodziny reprezentuje plemię Senecioneae z podrodziny Asteroideae.
Wykaz gatunków
- Aequatorium albiflorum (Wedd.) Cuatrec. & S.Díaz
- Aequatorium asterotrichum B.Nord.
- Aequatorium cajamarcense H.Rob. & Cuatrec.
- Aequatorium carpishense (Cuatrec.) H.Rob. & Cuatrec.
- Aequatorium caucanum S.Díaz & Cuatrec.
- Aequatorium jamesonii (S.F.Blake) C.Jeffrey
- Aequatorium juninense H.Rob. & Cuatrec.
- Aequatorium latibracteolatum S.Díaz & Cuatrec.
- Aequatorium lepidotum B.Nord.
- Aequatorium limonense B.Nord.
- Aequatorium palealbum S.Díaz & A.Correa
- Aequatorium pascoense H.Beltrán & H.Rob.
- Aequatorium polygonoides (Cuatrec.) B.Nord.
- Aequatorium repandiforme B.Nord.
- Aequatorium repandum (Wedd.) C.Jeffrey
- Aequatorium rimachianum (Cuatrec.) H.Rob. & Cuatrec.
- Aequatorium sinuatifolium S.Díaz & Cuatrec.
- Aequatorium stellatopilosum (Greenm. & Cuatrec.) C.Jeffrey
- Aequatorium tatamanum S.Díaz & A.Correa
- Aequatorium tovarii H.Rob. & Cuatrec.
- Aequatorium tuestae (Cuatrec.) H.Rob. & Cuatrec.
- Aequatorium venezuelanum V.M.Badillo
- Aequatorium verrucosum (Wedd.) S.Díaz & Cuatrec.